# حي النصر (المكلا)
حي النصر هو أحد أحياء مدينة المكلا في محافظة حضرموت اليمنية. يبلغ تعداد سكانه 21667 نسمة حسب التعداد السكاني في اليمن لعام 2004.